# Домагој Вида
Домагој Вида (рођен 29. априла 1989. у Нашицама) фудбалски је репрезентативац Хрватске који игра за ФК АЕК. Може да игра на свим позицијама у одбрани, али и на позицији задњег везног. Висок је 184 цм.

## Клупска каријера
Рођен је у Нашицама, а одрастао је у Доњем Михољцу. Домагој је прошао све омладинске погоне локалног НК Осијека. Са 14. година је почео да тренира, да би за три године стигао до првог тима НК Осијека. Наредне четири сезоне проводи у НК Осијеку и за то време бележи 88 наступа. Одличним играма у дресу Осијека привукао је пажњу многих клубова. Повезивали су га са загребачким Динамом. Међутим, у јулу 2009. године за 2,5 милиона евра прелази у Бајер Леверкузен. У својој дебитантској сезони у дресу Бајера бележи прве наступе у европским такмичењима. Дебитовао је 16. септембра 2010. године, као измена, у мечу са Розенборгом. У Бундеслиги дебитује 5. марта 2011. године у мечу против Волфсбурга.

## Репрезентација
Прошао је све омладинске селекције хрватске репрезентације. За А селекцију је дебитовао 23. маја 2010. године на пријатељском мечу против Велса. Ушао је у игру у 75. минуту.
Свој први репрезентативни гол постигао је против Јужне Кореје 2013. године.